# Athagad
Athagad (o Athagarh, Athgarh) è una città dell'India di 15.850 abitanti, situata nel distretto di Cuttack, nello stato federato dell'Orissa. In base al numero di abitanti la città rientra nella classe IV (da 10.000 a 19.999 persone).

## Geografia fisica
La città è situata a 20° 31' 60 N e 85° 37' 0 E e ha un'altitudine di 62 m s.l.m..

## Società

### Evoluzione demografica
Al censimento del 2001 la popolazione di Athagad assommava a 15.850 persone, delle quali 8.140 maschi e 7.710 femmine. I bambini di età inferiore o uguale ai sei anni assommavano a 1.742, dei quali 922 maschi e 820 femmine. Infine, coloro che erano in grado di saper almeno leggere e scrivere erano 11.368, dei quali 6.348 maschi e 5.020 femmine.